# Borís Morukov
Borís Vladímirovich Morukov (ruso: Бори́с Влади́мирович Моруков; 1 de octubre de 1950 – 1 de enero de 2015) fue un médico soviético en el Centro de Búsqueda Estatal RF-Instituto de problemas biomédicos (IBMP). Entrenó con la Roscosmos como investigador cosmonauta y voló a bordo de la misión espacial del Transbordador de la NASA STS-106 como especialista de misión.

## Biografía
Morukov completó la secundaria en 1967 y recibió su licenciatura en Medicina del 2º Instituto Médico de Moscú (ahora Universidad Médica Estatal rusa) en 1973. Se unió al profesorado en aviación, medicina naval y espacial en el Instituto de problemas Biomédicos en 1978 y recibió un doctorado en estas disciplinas en 1979. Como médico cosmonauta, Morukov completó su formación médica en cardiología, gastroenterología, otorrinolaringología, estomatología, oftalmología, y reanimación cardiopulmonar entre 1989-91. En 1995, realizó un curso en cuidados médicos avanzados de emergencia. En 1996, finalizó un curso de formación médica en endocrinología y hematología.
Desde octubre de 1990 a febrero de 1992, Morukov asistió a un curso de entrenanamiento espacial básico en el Centro de Formació de cosmonautas de Gagarin. Durante más de dos décadas ayudó en operaciones médicas para vuelos espaciales tripulados por humanos. Desde 1979-80 proporcionó soporte médico para las misiones espaciales prolongadas en la estación espacial "Salyut 6" como miembro del personal en el Centro de control de misiones. Entre 1982-87, Morukov coordinó proyectos científicos dedicados al desarrollo de contramedidas a los cambios metabólicos negativos que ocurrieron durante la hipocinesia y la microgravedad. Su interés científico en esta área era la corrección del metabolismo del calcio. Organizó una serie de experimentos en los que se inclinaba la cabeza de manera prolongada hacia abajo, incluyendo un experimento de 370 días dedicado a la comprobación experimental de una contramedida para un complejo para vuelos espaciales prolongados. Participó en un experimento médico en una unión americano-rusa en STS-60, Mir 18/STS-71 y en otras Misiones del proyecto de la Mir-NASA. Entre 1995-98 sirvió como Coordinador de experimentos de vida humana y ciencias para el programa científico de la NASA-Mir. Morukov publicó más de 100 artículos científicos y tiene patentes para cuatro invenciones.

## Experiencia aeroespacial

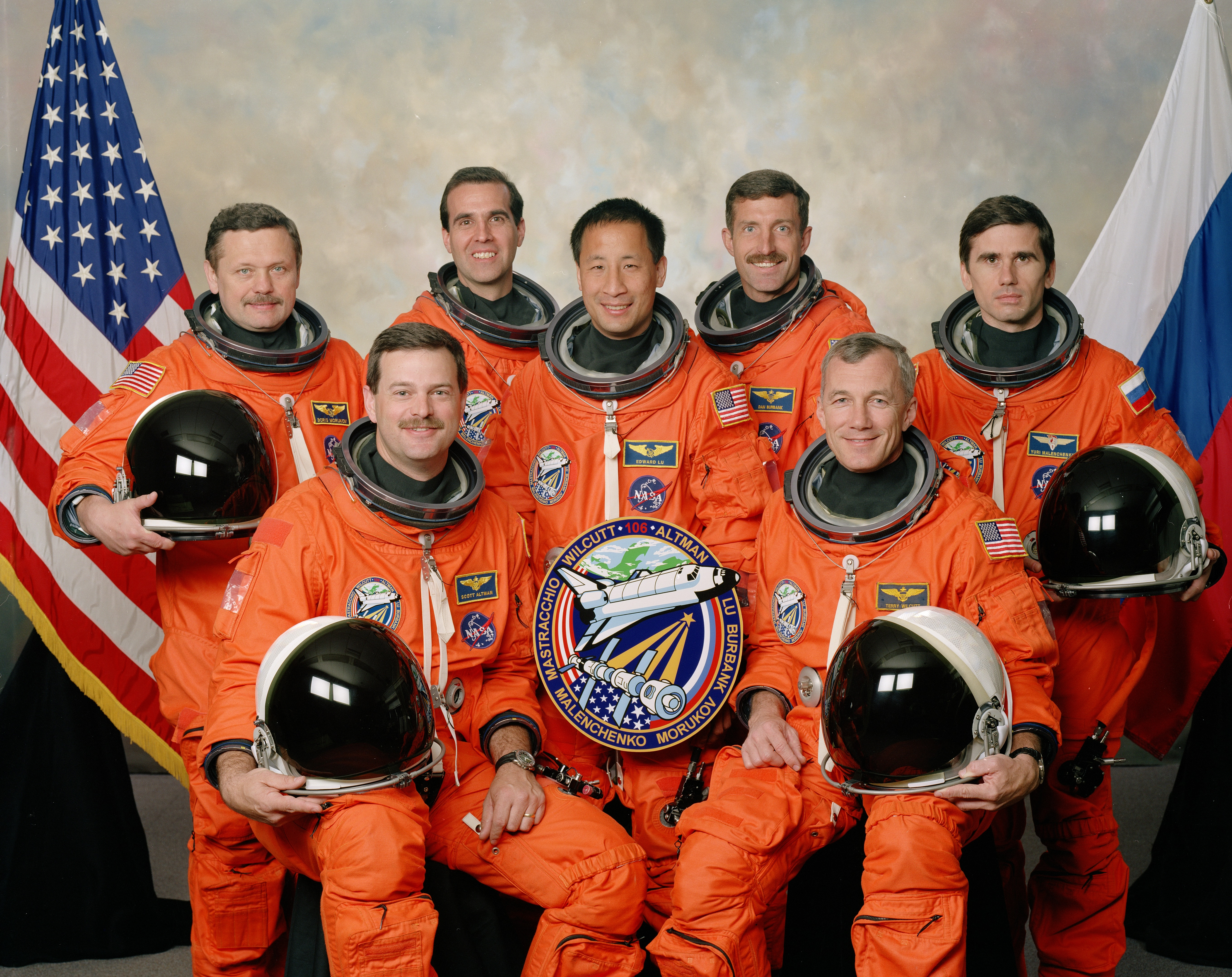
Tripulación de STS-106. Detrás, de izquierda a derecha, Boris V. Morukov, Richard A. Mastracchio, Edward T. Lu, Daniel C. Burbank y Yuri I. Malenchenko. Delante, Scott D. Altman a la izquierda y Terrence W. Wilcutt a la derecha

Morukov fue seleccionado para servir como médico-cosmonauta en 1976 basándose en su calificiaciones. Durante años se le ofreció la posibilidad de entrar en activo, primero como médico y a partir de 1989 como investigador cosmonautra, que acabó aceptando. Completó el entrenamiento básico de cosmonauta en 1992, y pasó a formar parte del Instituto de Problemas Biomédicos como investigador cosmonauta. De enero a julio del 1993, Morukov realizó un curso técnico de formación médica y científica como investigador cosmonauta a bordo del vuelo cosmonauta-médico del Proyecto de Estación Mir (durante las misiones Mir 15-17). De noviembre de 1997 a febrero de 1998, realizó un curso de formación técnica planificada, que incluía sistemas del ISS del segmento ruso. De agosto de 1998 a enero de 1999, Morukov asistió al curso de Formación de cirujanos de vuelos en Johnson Centro Espacial.
Morukov sirvió en la tripulación de STS-106 (8–20, 2000). La tripulación del STS-106 preparó exitosamente la Estación Espacial Internacional para la llegada de la primera tripulación permanente. A los cinco astronautas y dos cosmonautas se les entregaron más de 2.994 kilogramos de suministros se instalaron baterías, convertidores de potencia, un lavabo y una cinta de correr en la Estación Espacial. Dos miembros de la tripulación dieron una caminata espacial para conectar cables de electricidad, de datos y de comunicaciones a los recién llegados al Módulo de Servicio Zvezda y a la Estación Espacial. Morukov estuvo 11 días, 19 horas, y 10 minutos en el espacio.

## Vida personal
Morukov Murió el 1 de enero de 2015, con 64 años, por causas desconocidas. Morukov es recordado por su mujer Nina, su hijo Ivan, su hija Olga, y su madre, Lidia F. Khromova.